# يلا
يلا هو فيلم من نوع رومانسية ودراما أُصدر في 14 فبراير 2007. الفيلم من إنتاج Schramm Film Koerner & Weber ‏ وزي دي اف وأرتيو وMedienboard Berlin-Brandenburg ‏، وهو من إخراج وسيناريو كريستيان بيتزولد.

## القصة
تاركة وراءها زواجًا فاشلًا وديونًا وزوجًا عصبيًا، تترك ييلا بلدتها الصغيرة في شرق ألمانيا وتتجه غربًا، خلف نهر إلبه، على أمل العثور على عمل وحياة أفضل. وفي هانوفر، تلتقي بفيليب، المدير المالي الشاب. أصبحت مساعدته في عالم يختلط فيه اللعب مع الإحساس بالقوة. لكن هذا التطور يتم إحباطه بسبب الاندلاع الغريب والمزعزع للاستقرار للأصوات الأزيز والأصوات من الماضي التي تطاردها. كما لو أن حياتها الجديدة كانت أفضل من أن تكون حقيقية...

## طاقم التمثيل
- كريستيان ريدل
- Joachim Nimtz  [لغات أخرى]‏
- Peter Knaack  [لغات أخرى]‏
- Hinnerk Schönemann [الإنجليزية]‏
- مارتن برامباش [الإنجليزية]‏
- Michael Wittenborn  [لغات أخرى]‏
- بيتر بنديكت [الإنجليزية]‏
- نينا هوس
- بورجارت كلاوبنير
- ديفيد شترايسوف
- باربارا اوير
- وانجا مييس

## وصلات خارجية
- يلا على موقع IMDb (الإنجليزية)
- يلا على موقع روتن توميتوز (الإنجليزية)
- يلا على موقع نتفليكس (الإنجليزية)
- يلا على موقع ألو سيني (الفرنسية)
- يلا على موقع Turner Classic Movies (الإنجليزية)
- يلا على موقع أول موفي (الإنجليزية)
- يلا على موقع بوكس أوفيس موجو (الإنجليزية)
- يلا على موقع فيلمافينيتي (الإسبانية)
- يلا على موقع قاعدة بيانات الفيلم (الإنجليزية)
- يلا على موقع ليتربوكسد (الإنجليزية)